# Project Highrise
Project Highrise ist eine Aufbauspiel aus dem Jahr 2016, in dem der Spieler ein Hochhaus erbaut und die Räume in diesem verwaltet.

## Spielprinzip
Im Spiel übernehmen die Spieler die Rolle eines Architekten und Baumanagers, der für den Bau, die Verwaltung und die Wartung eines Hochhauses verantwortlich ist. Er belegt es mit Büros, Wohnungen, Geschäften und Restaurants, die er anschließend vermietet und durch unterschiedliche Leistungen wie Dienstleistungen, zusätzliche Räumlichkeiten und Anschlüsse bzw. Versorgungsleitungen unterstützt. Dabei muss er die Bedürfnisse der Mieter erfüllen, um sie zu behalten oder neue dazuzugewinnen und die Finanzen und den Bauaufwand im Blick behalten. In einer 2D-Draufsicht kann der Spieler bis zu 70 Stockwerke nach oben und bis zu 10 in den Keller bebauen.

## Entwicklung und Veröffentlichung
Das Spiel wurde am 8. September 2016 weltweit über Online-Vertriebsplattformen (vor allem Steam und GOG.com) für Windows, macOS veröffentlicht.
Project Highrise wurde von SomaSim entwickelt und wurde von Kasedo Games ebenfalls für die PlayStation 4, die Xbox One, die Nintendo Switch, Android und IOS veröffentlicht.
Es wurden fünf DLC-Packs veröffentlicht, die zusätzliche Gameplay-Funktionen und -Inhalte bereitstellten. Diese sind für die Städte London, Berlin, Las Vegas, Miami und Tokio. In der Architect’s Edition sind alle DLCs enthalten.

## Rezeption
Das Spiel wurde von der Presse hauptsächlich positiv aufgenommen. IGN lobte Project Highrise dafür, dass es dank einer einladenden, einfachen und schnelllebigen Bedienung und Oberfläche, dem Spieler die Möglichkeit gibt, schnell Dinge zu erschaffen und Fortschritte zu erzielen. Rock, Paper, Shotgun lobt, dass das Spiel zwar komplex durch das Zusammenwirken der Regeln, Bauobjekte und Mieterbedürfnisse ist, man aber trotzdem die Spielmechanik schnell lernt und so sieht, was in dem Gebäude passiert.
Kritisiert wurde Project Highrise hingegen für seinen künstlerischen Stil, fehlende Übersichtsfunktionen und die Farbwahl, welche allerdings auch den Wuselfaktor erhöhen soll. So werden Räume teilweise als zu ähnlich empfunden, was dazu führt, dass größere Wolkenkratzer eintönig aussehen könnten. Ebenfalls erweist sich das Kostenmanagement teilweise als schwierig und Passagen wirken zu monoton und langatmig und erfordern viel Geduld und Feingefühl beim Spieler. Die Bewohner und das Personal wirken zudem oft statisch und wenig individuell. Die Gestaltung der Oberfläche erinnert an eine Excel-Tabelle.
Aufgrund des ähnlichen Spielkonzepts zu dem Spiel Sim Tower aus dem Jahr 1994, wird es von vielen als dessen geistiger Nachfolger angesehen.